# Kappa Mikey
Kappa Mikey è una serie televisiva a cartoni animati andata in onda su Nicktoons negli Stati Uniti nel 2006.

## Trama
La serie ruota attorno a Mikey Simon, un ragazzo di 19 anni che si è appena laureato alla scuola superiore. Vince un viaggio in Giappone per iniziare come attore nel popolare anime LilyMu. Presto diventa la più grande stella del Giappone.
Estratti da LilyMu sono mostrati all'inizio e alla fine di ogni episodio, ma gli episodi principalmente ruotano intorno alle attività al di fuori del set. Mikey deve adattarsi alla cultura giapponese, che non va sempre bene.

## Episodi
| Stagione         | Episodi | Prima TV USA | Prima TV Italia |
| ---------------- | ------- | ------------ | --------------- |
| Prima stagione   | 26      | 2006-2007    | 2006            |
| Seconda stagione | 26      | 2007-2008    | ?               |

## Doppiaggio

### Doppiatori originali
- Michael Sinterniklaas: Mikey Simon
- Kether Donohue: Lily
- Carrie Keranen: Mitsuki
- Sean Schemmel: Gonard
- Gary Mack: Guano
- Stephen Moverly: Ozu
- Jesse Adams: Sissignore

### Doppiatori italiani[1]
- Alessandro Rigotti: Mikey Simon
- Jenny De Cesarei: Lily
- Laura Facchin: Mitsuki
- Gianluca Iacono: Gonard
- Daniele Demma: Guano
- Dario Oppido: Ozu
- Cesare Rasini: Sissignore
- Massimo Di Benedetto: Yoshi